# HD 169990
HD 169990，又名BD-17 5203，SAO 161493、HR 6919，是一颗恒星，视星等为6.2，位于銀經14.45，銀緯-3.02，其B1900.0坐标为赤經18h 22m 6.4s，赤緯-17° -3.02′ 39″。